# Grecia Colmenares
Grecia Dolores Colmenares Mieussens (sinh ngày 7 tháng 12 năm 1962 tại Valencia, Venezuela), được biết đến nhiều hơn với cái tên Grecia Colmenares, là một nữ diễn viên người Argentina - người nổi tiếng khắp châu Mỹ Latinh, đặc biệt trong những năm 1980.

## Tiểu sử
Colmenares trở thành một nữ diễn viên trẻ nổi bật ở Venezuela quê hương của cô trong những năm 1970, trở thành một đối tượng yêu thích của công chúng ở đất nước đó. Cô xuất hiện trên truyền hình lần đầu tiên, khi là một đứa trẻ mười một tuổi, trong vở opera xà phòng Tây Ban Nha Angelica. Cô tiếp tục tham gia các vở kịch xà phòng khác trong suốt những năm tuổi thiếu niên, bao gồm các hit lớn Estefanía năm 1979 và Elizabeth năm 1980.
Những bộ phim hit lớn này được theo sau bởi một số vở opera xà phòng ít được biết đến, cũng như các phim thành công khác, như Marielena năm 1981 và, năm 1984, Azucena và Topacio.
Năm 1985, cô chuyển đến Argentina vĩnh viễn, tại đó cô ra mắt trên truyền hình Argentina với vở opera xà phòng có tên " Maria de Nadie ". Ở đó, cô kết hôn với Marcelo Pelegri, người đã trở thành người quản lý của cô và có con trai Gianfranco.
Năm 1991, cô đóng vai chính trong vở opera xà phòng nổi tiếng Manuela, thu được thành công lớn trên toàn thế giới, và Colmenares đã giành được một số giải thưởng cho công việc xuất sắc của cô là Isabel và Manuela.
Mặc dù công việc của cô ở Venezuela mang lại cho cô danh tiếng quốc tế đáng kể, nhưng sau khi cô chuyển đến Argentina, Colmenares trở thành đối tượng săn đuổi của paparazzi. Colmenares sau đó trở thành một cái tên nổi tiếng trong khắp các hộ gia đình trên khắp châu Mỹ Latinh. Cô xuất hiện thường xuyên trên các trang bìa của các tạp chí thời trang và tin đồn, và tin đồn về một cuộc cạnh tranh với Andrea Del Boca nổi lên, mặc dù những tin đồn này chỉ tồn tại trong một thời gian ngắn. Năm 1999, Colmenares đã hành động trong một telenovela mà Del Boca đã từng tham gia: Chiquititas, sau đó trở thành một hit quốc tế lớn.